# CMake
CMake (МФА [ˈsiːmeɪk]; от англ. cross-platform make — кроссплатформенный make) — кроссплатформенное программное средство автоматизации сборки программного обеспечения из исходного кода. Не занимается непосредственно сборкой, а лишь генерирует файлы сборки из предварительно написанного файла сценария CMakeLists.txt и предоставляет простой единый интерфейс управления. Помимо этого, способно автоматизировать процесс установки и сборки пакетов.
Считается альтернативой распространённой в сообществе GNU системе Autotools, разработанной на базе Perl и M4, основными недостатками которой считаются необходимость нетривиальных навыков для практического использования и несовместимость версий в ряде случаев.
В сравнении с другой альтернативой Autotools — основанной на Python системой SCons — является более быстродействующей, поскольку написана на Си и использует крайне простой макроязык, но при этом SCons обладает большими возможностями по расширению.

## История
Разработка CMake началась в 1999 году в ответ на потребность в кроссплатформенной системе сборки для ITK, финансируемой национальной библиотекой медицины США части Visible Human Project. Задача по разработке была возложена на небольшую компанию Kitware. На него повлияла более ранняя система pcmaker, созданная Кеном Мартином (Ken Martin) и другими разработчиками для поддержки инструментария визуализации (VTK).
В то время обычным считалось использование конфигурационных сценариев и make-файлов для сборки программных проектов на Unix-платформах и файлов проектов Visual Studio в среде Windows. Такой подход к разработке вызывал огромное неудобство, например, добавление одного файла исходного кода в проект приводило к большим трудностям, так как для каждой платформы это приходилось делать по отдельности и совершенно разными методами. Очевидно, что разработчики нуждались в единой унифицированной системе сборки, не отнимающей лишнее время.

## Возможности
Ключевой особенностью является возможность размещать выходные данные компилятора (например, объектные файлы) вне дерева исходного кода. Это позволяет выполнять несколько вариаций сборок из одного и того же исходного кода, а также кросскомпиляцию. Такой подход разделения файлов исходного кода и файлов сборки даёт гарантию, что удаление каталога сборки не приведёт к удалению исходного кода. Однако сами пользователи не защищены от случайного удаления каталога с исходными файлами.

### Настраиваемая структура проекта
CMake может находить общесистемные и пользовательские каталоги исполняемых файлов, файлов конфигураций и библиотек. Эти местоположения хранятся в кэше, который можно конфигурировать перед созданием целевых файлов сборки. CMake-кэш можно редактировать с помощью графического редактора, который поставляется вместе с CMake, либо в командной строке с помощью команд CMake.
Сложные иерархии каталогов проектов, рассчитанные на разные конфигурации, сборка с разными библиотеками и инструментами также хорошо поддерживаются CMake. По сути CMake предоставляет возможность создавать подпроекты, собираемые перед сборкой основного проекта, что позволяет создавать цепочки зависимостей, собираемые в необходимой разработчику последовательности.

### Поддержка разных сред разработки
CMake может создавать файлы проектов для нескольких популярных интегрированных средств разработки, в том числе Microsoft Visual Studio, Xcode и Eclipse CDT.
Может создавать сценарии сборки для MSBuild и nmake в Windows, make на Unix-подобных системах, Ninja. Для упрощения внедрения поддержки CMake в новые среды разработки используются файлы преднастройки CMakePresets.json. Среди сред, изначально поддерживающих CMake — CLion, KDevelop, Qt Creator, Visual Studio.

### Поддержка компиляторов
CMake позволяет определять свойства, которые компилятор должен поддерживать, чтобы скомпилировать целевую программу или библиотеку.
CMake поддерживает обширный список компиляторов, в который входят в том числе Clang (включая Clang из Xcode), GNU GCC, MSVC, SunPro, Intel C++.

## Процесс сборки
Сборка программы или библиотеки с помощью CMake представляет собой двухэтапный процесс. На первом этапе стандартные файлы сборки генерируются из файлов конфигурации (CMakeLists.txt), которые написаны на языке CMake. Затем задействуются системные инструменты сборки, такие как make, Ninja, используемые для непосредственной компиляции программ.
Файлы сборки конфигурируются в зависимости от используемого генератора (например, генератор «Unix Makefiles» — для make-фaйлов). Продвинутые пользователи могут создавать и включать свои собственные генераторы файлов Make для поддержки новых компиляторов и операционных систем. Сгенерированные файлы обычно помещаются (с помощью флага CMake) во внешний каталог, за пределами исходных файлов, например в каталог build.
После сборки каждый проект в подкаталогах содержит CMakeCache.txt и каталог make-файлов, что помогает избежать или ускорить этап «перегенерации» в случае повторного запуска сборки.
В зависимости от конфигурации CMakeLists.txt и выбранной цели файлы сборки могут создавать:
- исполняемые файлы;
- разделяемые библиотеки (например, libxyz, xyz.dll и т. п.);
- библиотеки объектных файлов;
- псевдоцели (включая псевдонимы).

CMake может создавать объектные файлы, которые могут быть связаны с исполняемыми программами или библиотеками, избегая динамического (во время выполнения) связывания, вместо этого используя статическое связывание. Это обеспечивает гибкость в настройке различных оптимизаций (зависимости сборки могут определяться автоматически).
Начиная с версии CMake 3.6 можно создавать предварительно скомпилированные заголовочные файлы.

## Язык
CMake имеет относительно простой интерпретируемый императивный язык сценариев, поддерживающий переменные, методы обработки строк, массивы, объявления функций и макросов, включение модулей (импортирование). Команды языка CMake (или директивы) считываются CMake из файла CMakeLists.txt. В этом файле указываются исходные файлы и параметры сборки, которые CMake размещает в спецификации сборки проекта (например, в make-файле). Кроме того, файлы с суффиксом .cmake могут содержать сценарии, используемые CMake.
Аргументы команд разделены пробелами и могут содержать ключевые слова для разделения групп аргументов. Например, в команде:
```
# Команда установки

install
(
TARGETS
 
...
                
# цели

        
CONFIGURATIONS
 
...
         
# конфигурации (Debug, Release…)

        
RUNTIME
 
DESTINATION
 
...
)
   
# (исполняемый файл, MACOSX_BUNDLE, DLL) место_назначения

```

ключевые слова — TARGETS, CONFIGURATIONS и RUNTIME DESTINATION. В данном случае TARGETS и CONFIGURATIONS служат разделителями между «целями» и «конфигурациями».
Примеры команд CMake, которые определяют цели и их зависимости:
- add_executable(...) — определяет цель (исполняемый файл, например .exe, зависит от целевой платформы);
- add_library(...) — определяет цель (библиотеку, например .so или .dll);
- target_link_libraries(...) — определяет зависимости указанной цели.

CMake поддерживает извлечение значений данных в переменные из строк JSON (начиная с версии 3.19).

## Модули и инструменты
CMake поставляется с большим количеством модулей и инструментов .cmake. Они облегчают такую работу, как поиск зависимостей (как встроенных, так и внешних, например, модули FindXYZ), инструменты для тестирования исполняемых файлов, упаковка (модуль CPack и команда cpack) и управление зависимостями от внешних проектов (модуль ExternalProject):
- ctest — используется для тестирования целей, заданных в CMakeLists.txt;
- ccmake и cmake-gui — настраивает и обновляет переменные конфигурации, предназначенные для целевой системы сборки;
- cpack — помогает упаковывать и устанавливать программное обеспечение.

Начиная с версии 2.4.2
в состав CMake включены система автоматизированной сборки пакетов программного обеспечения CPack и модуль CMake для взаимодействия с ней. Система позволяет создавать пакеты программного обеспечения для популярных пакетных менеджеров (DEB, RPM, DMG), средства установки программного обеспечения (NSIS для Microsoft Windows, Qt Installer Framework для систем, работающих с Qt), а также архивы со сборкой (TGZ, TBZ2, ZIP, самораспаковывающийся TGZ).

## Распространение
Среди проектов с открытым исходным кодом, использующих CMake — Boost, Blender, ReactOS, MySQL, KDE, FreeCAD, WebKit. Среди закрытых проектов, собираемых с использованием CMake — программное обеспечение эксперимента ATLAS, медицинский проект SOFA, внутренние системы Netflix и Second Life.

## Пример
Проект «Hello, World!» на языке CMake:
```
# Файл — «CMakeLists.txt»

cmake_minimum_required
(
VERSION
 
3.16
)
     
# Выбираем минимальную необходимую версию cmake

project
(
my_project
)
                      
# Присваиваем имя проекту

add_executable
(
                          
# Создаём цель (исполняемый файл)

  
${
PROJECT_NAME
}
                        
# Имя файла

  
main.cpp
                               
# Список файлов исходного кода

)

install
(
                                 
# Указываем цель и путь установки

  
TARGETS
 
${
PROJECT_NAME
}
                
# Путь прибавляется к префиксу

  
RUNTIME
 
DESTINATION
 
bin
                
# bin - binary (путь к исполняемым файлам)

)
                                        
# Стандартный префикс для UNIX систем

                                         
# "/usr/local" + "/bin"

```

```
// файл — «main.cpp»

#
 
include
 
<iostream>

int
 
main
()

{

    
std
::
cout
 
<<
 
"Hello, World!"
 
<<
 
std
::
endl
;

    
return
 
0
;

}

```

Сборка осуществляется посредством следующих команд в каталоге с файлами:
```
cmake
 
.
            
# Вызываем генерацию файлов сборки

cmake
 
--build
 
.
    
# Собираем цель, на выходе получаем исполняемый файл

cmake
 
--install
 
.
  
# По необходимости устанавливаем

```

При этом есть возможность получить справочную информацию об отдельном элементе языка CMake и его команд.
```
cmake
 
--help
cmake
 
--help-command-list
cmake
 
--help-command
 
install

```